# Vlkoš (Moravia meridionale)
Vlkoš (in tedesco Wilkosch) è un comune della Repubblica Ceca facente parte del distretto di Hodonín, in Moravia Meridionale.

## Personalità legate al comune
- Jan Sergěj Ingr (1894‑1956), generale e ministro della Difesa cecoslovacco.[2]